# Keys
Keys  es el octavo álbum de estudio de la cantante y compositora estadounidense Alicia Keys, lanzado a través de RCA Records el 10 de diciembre de 2021. Fue producido principalmente por Keys, precedido por el lanzamiento de dos sencillos: «Lala (Unlocked)» con Swae Lee y «Best of Me». 
El álbum fue anunciado el 27 de octubre e incluye dos discos (original y desbloqueado), con dos versiones de 10 pistas, junto con otras seis pistas. La primera parte presenta las canciones originales más tradicionales y melódicas. La segunda mitad del álbum presenta las versiones desbloqueadas de las mismas pistas, donde Mike WiLL Made-It muestreó las pistas originales y les dio ritmos más fuertes y varios efectos y transformaciones. 
En los Estados Unidos, el álbum debutó en el número 41 en el Billboard 200 vendiendo 20.800 unidades y convirtiéndose en el primer álbum de estudio de Keys en no estar entre los cinco primeros en ese país. Recibió críticas en su mayoría positivas, y los críticos destacaron el enfoque de producción de Keys en particular, aunque algunos criticaron la calidad detrás de la composición de la canción. Para apoyar el álbum, se embarcó en la gira Alicia + Keys World Tour.

## Antecedentes y composición
Este álbum consta de dos partes: la primera, llamada Originals, Keys la describió como «el lado clásico de mí», mientras que la segunda, Unlocked, «una experiencia sonora completamente diferente». El álbum presenta a la cantante como productora y compositora en las veintiséis pistas, con la participación de numerosos compositores y productores, incluidos Mike Will Made It, Sia, Raphael Saadiq, Natalie Hemby y colaboraciones con Khalid, Lil Wayne, Pusha T, Swae Lee, Brandi Carlile y Jacob Collier.
Después de que se lanzara su álbum Alicia en septiembre de 2020, luego de un retraso durante los primeros meses producto de la pandemia de COVID-19, Keys comenzó a trabajar en el álbum escribiendo sola en el estudio como lo hizo con sus primeros álbumes. Entrevistada por Entertainment Weekly, comentó sobre el álbum: «Me golpeó la pandemia; No me sentía creativa en absoluto. Había perdido mi centro y no sabía cómo encontrar la paz. [...] Así que volví y supe que quería hacer este álbum llamado Keys. Y cuando comencé a crearlo, me di cuenta de que era un regreso a casa para mí. Está tan basado en la composición de canciones y la expresión cruda».
Desde el comienzo del álbum, tuvo la visión de crear un lado alternativo y muestreado del álbum original. También consideró incluir la participación de Hit-Boy, Illangelo o Mike Will Made It para producir el lado Unlocked del álbum. Después de que el lado Originals se completó principalmente, Keys se comunicó con el productor Mike Will y comenzó a trabajar con él en el lado Unlocked en Nueva York.

## Promoción y lanzamiento
Debutó con el sencillo principal del álbum, «Lala (Unlocked)»  en los MTV Video Music Awards 2021 junto a Swae Lee. El 31 de octubre, apareció en el R&B Show de 1Xtra en BBC Radio 1Xtra en Reino Unido. En noviembre de 2021, apareció en las portadas de Marie Claire en Reino Unido y en Estados Unidos, y en Glamour Alemania. Keys interpretó canciones del álbum en el Mercedes-EQ Concert Experience, realizado en Mercedes-Benz Manhattan el 6 de noviembre de 2021. Como parte de SiriusXM y Pandora Small Stage Series, interpretó canciones del disco en el Teatro Apollo el 11 de noviembre de 2021. El espectáculo fue el primero de varios conciertos íntimos organizados por Keys durante la presentación del nuevo material. El 1 de diciembre, interpretó canciones del álbum en un concierto íntimo en la galería de arte Superblue durante Art Basel en Miami Beach, Florida. El 6 de diciembre, apareció en 360 With Speedy Morman de Complex para hablar sobre el álbum. La cantante apareció en Extra en un episodio que se emitió el 8 de diciembre. El 9 de diciembre, apareció en el podcast Drink Champs en Revolt. El álbum fue promocionado aún más en una fiesta de lanzamiento en IHeartRadio con una entrevista exclusiva y actuaciones el 9 de diciembre.
Durante su primera semana de lanzamiento, apareció en R&B Now Radio de Apple Music para hablar sobre el álbum con Ebro Darden y realizó un concierto en la Expo 2020 en Dubái, Emiratos Árabes Unidos el 10 de diciembre. El 12 de diciembre, apareció en The Kris Fade Show en Virgin Radio Dubai. Para hablar sobre el álbum, apareció en el programa de televisión australiano Sunrise el 13 de diciembre. El 14 de diciembre, apareció en Fat Joe Show, Today y The One Show e interpretó «Old Memories» en The Voice. Keys fue entrevistada por Taylor Rooks de la Asociación Nacional de Baloncesto para 1 a 1 con Alicia Keys el 15 de diciembre. También formó parte del programa de radio The Breakfast Club el 17 de diciembre. Para presentar el álbum, se presentó en un concierto en Maraya en Al-'Ula, Arabia Saudita el 11 de febrero de 2022.

### Relanzamiento deKeys II
El 14 de julio de 2022, presentó el video musical de «Come for Me» con Khalid y Lucky Daye, antes de un relanzamiento del álbum titulado Keys II durante el mes siguiente. En Estados Unidos, «Trillions» con Brent Faiyaz se lanzó en la radio de R&B el 23 de agosto de 2022. Mientras que «Come for Me» se lanzó como sencillo en los Estados Unidos el 24 de febrero de 2023.

## Recepción crítica
Keys recibió críticas generalmente positivas. En Metacritic, que asigna una calificación normalizada de 100 a las reseñas de publicaciones profesionales, el álbum recibió una puntuación promedio de 65, basada en 11 reseñas.
Al revisar para Rolling Stone en diciembre de 2021, Jon Dolan descubrió que el proyecto constaba de «dos colecciones distintas y fácilmente digeribles», destacando Originals como «el más seguro de sí mismo de los dos conjuntos» y sus primeras siete canciones una «serie de giros históricos». Dan Cairns de The Times escribió que el álbum en su conjunto es un «poderoso recordatorio de lo original que es como artista», y agregó que «temas como Daffodil Mix 2/Daffodils, Skydive, Is It Insane y Nat King Cole señala el enfoque vigoroso y a menudo irreverente de Keys para hacer música». Del mismo modo, Neil McCormick de The Daily Telegraph dijo que su producción se esfuerza por alcanzar estilos de balada épica y tonos de trip hop, mientras que el crítico de The New York Times, Jon Pareles, aplaudió el álbum por cómo «invita a cada oyente a pensar como un productor, escuchando las posibilidades del timbre, la propulsión, peso y contexto para cada sonido, dejando en claro cuánto importan esas elecciones».
Otros revisores fueron menos receptivos. Alexis Petridis, que escribe para The Guardian, descubrió que Keys carecía de canciones importantes y, en cambio, dependía de la creatividad del artista, que dijo que «puede mejorar una canción promedio pero no puede transformarla en algo extraordinario». Andy Kellman de AllMusic creía que «es más probable que las canciones evoquen un sentimiento que tengan un significado claro».

## Lista de canciones

### Lado 1:Originals
| Originals |                                      |                                                                       |                          |          |  |
| N.º       | Título                               | Escritor(es)                                                          | Producer(s)              | Duración |  |
| 1.        | «Plentiful» (con Pusha T)            | Alicia Keys, Kasseem Dean, Dwight Grant, Kanye West y Graham Nash     | Keys y Swizz Beatz       | 3:08     |  |
| 2.        | «Skydive»                            | Keys, Raphael Saadiq y Kenton Nix                                     | Keys                     | 3:04     |  |
| 3.        | «Best of Me»                         | Keys, Saadiq, Helen Adu, Andrew Hale y Stuart Matthewman              | Keys y Sam Morton**      | 3:59     |  |
| 4.        | «Dead End Road»                      | Keys, Fredrik Ball y Dean McIntosh                                    | Keys y Fred Ball         | 3:32     |  |
| 5.        | «Is It Insane»                       | Keys                                                                  | Keys                     | 6:21     |  |
| 6.        | «Billions»                           | Keys y Abraham Orellana                                               | AraabMuzik               | 3:19     |  |
| 7.        | «Love When You Call My Name»         | Keys y Saadiq                                                         | Keys                     | 3:37     |  |
| 8.        | «Only You»                           | Keys y Saadiq                                                         | Keys                     | 3:15     |  |
| 9.        | «Daffodils»                          | Keys y Natalie Hemby                                                  | Keys                     | 4:33     |  |
| 10.       | «Old Memories»                       | Keys y Hemby                                                          | Keys                     | 2:59     |  |
| 11.       | «Nat King Cole»                      | Keys, Hemby, Marquel Middlebrooks, Michael Williams II y Bill Withers | Keys y Mike WiLL Made It | 3:39     |  |
| 12.       | «Paper Flowers» (con Brandi Carlile) | Keys y Brandi Carlile                                                 | Keys                     | 3:24     |  |
| 13.       | «Like Water»                         | Keys, Sia Furler y Mark Batson                                        | Keys                     | 3:57     |  |
| 14.       | «Keys»                               | Keys                                                                  | Keys                     | 1:25     |  |
| 50:12     |                                      |                                                                       |                          |          |  |

| Re-release Keys II: Originals bonus tracks |                                  |                                                                |                          |          |  |
| N.º                                        | Título                           | Escritor(es)                                                   | Producer(s)              | Duración |  |
| 14.                                        | «Stay» (con Lucky Daye)          | Keys, David Brown, Ilya Salmanzadeh y Robin "Rob Knox" Tadross | Ilya y Rob Knox          | 3:31     |  |
| 15.                                        | «In Common» (Black Coffee remix) | Keys, Illangelo, Taylor Parks y Billy Walsh                    | Illangelo y Black Coffee | 4:58     |  |

### Lado 2:Unlocked
| Unlocked |                                         |                                                                                      |                                                            |          |  |
| N.º      | Título                                  | Escritor(es)                                                                         | Producer(s)                                                | Duración |  |
| 1.       | «Only You»                              | Keys, Saadiq, Williams, Asheton Hogan y Pierre Slaughter                             | Keys, Mike Will Made It, Pluss*, P-Nazty* y Aaron Jhenke** | 3:11     |  |
| 2.       | «Skydive»                               | Keys, Saadiq, Williams, Hogan y Nix                                                  | Keys, Mike Will Made It y Pluss*                           | 3:03     |  |
| 3.       | «Best of Me»                            | Keys, Saadiq, Williams, Adu, Hale, Matthewman y Barry White                          | Keys y Mike Will Made It                                   | 3:43     |  |
| 4.       | «Lala» (con Swae Lee)                   | Keys, Khalif Brown, Williams, Darryl Ellis, Paul Richmond y Ruben Locke              | Keys y Mike Will Made It                                   | 4:31     |  |
| 5.       | «Nat King Cole» (con Lil Wayne)         | Keys, Dwayne Carter, Hemby, Middlebrooks, Williams y Withers                         | Keys, Mike Will Made It y Marzeratti*                      | 4:05     |  |
| 6.       | «Is It Insane»                          | Keys, Hogan y Williams                                                               | Keys y Mike Will Made It                                   | 4:27     |  |
| 7.       | «Come for Me» (con Khalid y Lucky Daye) | Keys, Khalid Robinson, David Brown, Jermaine Cole, Williams, Carter Lang y BJ Burton | Mike Will Made It, Lang y Burton                           | 3:29     |  |
| 8.       | «Old Memories»                          | Keys, Hemby, Shondrae Crawford y Williams                                            | Keys, Mike Will Made It y Jhenke**                         | 3:52     |  |
| 9.       | «Dead End Road»                         | Keys, Ball y McIntosh                                                                | Ball y Jay Mooncie                                         | 3:32     |  |
| 10.      | «Love When You Call My Name»            | Keys, Saadiq y Williams                                                              | Keys y Mike Will Made It                                   | 3:15     |  |
| 11.      | «Daffodils»                             | Keys, Hemby y Williams                                                               | Keys y Mike Will Made It                                   | 3:04     |  |
| 12.      | «Billions»                              | Keys y Orellana                                                                      | Suzy Shinn y VRon                                          | 3:00     |  |
| 43:12    |                                         |                                                                                      |                                                            |          |  |

Re-lanzamiento Keys II: Unlocked bonus tracks
- «Keys» del lanzamiento original se agrega como pista 1
- «Trillions» (con Brent Faiyaz) – 2:55 aparece como pista 14
  - Escrita por Keys, Abraham Orellana y Christopher Wood ; producido por Faiyaz y Jordan Ware
- «In Common» (Kaskade radio mix) – 3:17 aparece como pista 15

### Créditos desample
- Lado 1 – Originals
  - «Plentiful» contiene una muestra de «The Truth», escrita por Dwight Grant, Kanye West, interpretada por Beanie Sigel ; y una interpolación de " Chicago ", escrita e interpretada por Graham Nash .
  - «Skydive» contiene una muestra de «Heartbeat», escrita por Kenton Nix, interpretada por Taana Gardner .
  - «Best of Me» contiene una muestra de «Cherish the Day», escrita por Helen Adu, Andrew Hale y Stuart Matthewman, interpretada por Sade .
- Lado 2 – Unlocked
  - «Skydive» contiene una muestra de «Heartbeat», escrita por Kenton Nix, interpretada por Taana Gardner.
  - «Best of Me» contiene una muestra de «Cherish the Day», escrita por Helen Adu, Andrew Hale y Stuart Matthewman, interpretada por Sade; y una interpolación de «Strange Games & Things», escrita por Barry White e interpretada por The Love Unlimited Orchestra .
  - «Lala» contiene una muestra de «In the Mood», escrita por Darryl Ellis, Paul Richmond, Ruben Locke, interpretada por Tyrone Davis .

## Posicionamiento en listas
| Listas (2021-2022)                | Mejor posición |
| --------------------------------- | -------------- |
| Alemania (Official German Charts) | 49             |
| Bélgica (Ultratop) Flanders       | 92             |
| Bélgica (Ultratop) Wallonia       | 109            |
| Francia (SNEP)                    | 163            |
| Estados Unidos (Billboard 200)    | 41             |
| Estados Unidos (Top R&B/Hip-Hop)  | 17             |
| Suiza (Schweizer Hitparade)       | 18             |
| Reino Unido Downloads (OCC)       | 9              |
| Reino Unido R&B (OCC)             | 5              |

## Historial de lanzamiento
| País           | Fecha                   | Formato                     | Versión               | Discográfica | Ref    |
| -------------- | ----------------------- | --------------------------- | --------------------- | ------------ | ------ |
| Varios         | 10 de diciembre de 2021 | Descarga digital, streaming | Original              | RCA          | [ 57 ] |
| Estados Unidos | 4 de febrero de 2022    | CD                          | Original              | RCA          | [ 58 ] |
| Estados Unidos | 12 de agosto de 2022    | CD y disco vinilo           | Keys II relanzamiento | RCA          | [ 30 ] |